# Ryo Oishi
Ryo Oishi (大石 玲 Oishi Ryo?,  nacido el 13 de julio de 1977 en Shizuoka) es un exfutbolista japonés. Jugaba de defensa y su último club fue el FC Ryukyu de Japón.

## Trayectoria

### Clubes
| Club            | País  | Año         |
| --------------- | ----- | ----------- |
| Shimizu S-Pulse | Japón | 1996 - 1998 |
| Mito HollyHock  | Japón | 1999        |
| Sun Miyazaki    | Japón | 2000 - 2003 |
| FC Ryukyu       | Japón | 2004 - 2005 |

## Palmarés

### Títulos nacionales
| Título         | Club            | País  | Año  |
| -------------- | --------------- | ----- | ---- |
| Copa J. League | Shimizu S-Pulse | Japón | 1996 |